# Parafia św. Maksymiliana Marii Kolbego w Lęborku
Parafia św. Maksymiliana Marii Kolbego w Lęborku – parafia rzymskokatolicka należąca do dekanatu lęborskiego w diecezji pelplińskiej. Jest zarządcą cmentarza przyległego do kościoła.

## Historia
Przy kaplicy cmentarnej w Lęborku powstał w 1972 r. samodzielny wikariat, wydzielony z parafii św. Jakuba Apostoła, prowadzonej przez oo. franciszkanów. Parafię pod wezwaniem św. Maksymiliana Marii Kolbego i Wszystkich Świętych erygował 24 czerwca 1977 r. biskup koszalińsko-kołobrzeski Ignacy Jeż.

## Zasięg parafii
- Ulice:
  - Abrahama, B. Krzywoustego, Ceynowy, Kartuska, Kaszubska, Kolonia, Marynarzy Polskich (numery 1-5), Obrońców Wybrzeża, Rogali, Kościuszki
(numery 1-3);
- Miejscowości:
  - Drętowo, Piecewo, Rybki.